# Rouvray-Sainte-Croix

Rouvray-Sainte-Croix este o comună în departamentul Loiret din centrul Franței. În 1 ianuarie 2022 avea o populație de 136 de locuitori.